# Mikko Kokslien
Mikko Kokslien (Lillehammer, 10 maart 1985) is een Noorse noordse combinatieskiër. Hij vertegenwoordigde zijn vaderland op de Olympische Winterspelen 2010 in Vancouver en op de Olympische Winterspelen 2014 in Sotsji.

## Carrière
Kokslien scoorde bij zijn debuut in februari 2005 in het Italiaanse Pragelato direct wereldbekerpunten. In december 2008 finishte de Noor in Ramsau voor de eerste maal in zijn carrière in de toptien, vier maanden later stond hij in Vikersund voor de eerste maal in zijn carrière op het podium van een wereldbekerwedstrijd. Op 4 december 2010 boekte hij in Lillehammer zijn eerste wereldbekerzege.
In zijn carrière nam Kokslien drie keer deel aan de wereldkampioenschappen noordse combinatie, in totaal behaalde hij daarbij drie keer een bronzen medaille in een landenwedstrijd. Zijn beste individuele resultaat was de zesde plaats op de normale schans op de wereldkampioenschappen noordse combinatie 2011 in Oslo.
Tijdens de Olympische Winterspelen van 2010 in Vancouver eindigde Kokslien op zowel de grote als de normale schans buiten de top dertig. In 2014 in Sotsji eindigde de Noor als dertiende op de normale schans.

## Resultaten

### Olympische Spelen
| Jaar | Plaats    | Resultaten                        |
| ---- | --------- | --------------------------------- |
| 2010 | Vancouver | 32e Gundersen NH 39e Gundersen LH |
| 2014 | Sotsji    | 13e Gundersen NH                  |

### Wereldkampioenschappen
| Jaar | Plaats        | Resultaten                                             |
| ---- | ------------- | ------------------------------------------------------ |
| 2009 | Liberec       | 13e Gundersen LH · 25e Gundersen NH · Team             |
| 2011 | Oslo          | 6e Gundersen NH · 11e Gundersen LH · Team NH · Team LH |
| 2013 | Val di Fiemme | 11e Gundersen LH 5e Teamsprint                         |
| 2015 | Falun         | Team                                                   |
| 2017 | Lahti         | 13e Gundersen NH · Team                                |

### Wereldbeker
Eindklasseringen
| Seizoen   | Plaats |
| --------- | ------ |
| 2004/2005 | 58e    |
| 2007/2008 | 31e    |
| 2008/2009 | 21e    |
| 2009/2010 | 26e    |
| 2010/2011 | Zilver |
| 2011/2012 | Brons  |
| 2012/2013 | 7e     |
| 2013/2014 | 8e     |
| 2014/2015 | 9e     |
| 2015/2016 | 22e    |
| 2016/2017 | 24e    |
| 2017/2018 | 35e    |

Wereldbekerzeges
| Datum            | Plaats      | Onderdeel       |
| ---------------- | ----------- | --------------- |
| 4 december 2010  | Lillehammer | 10 km Gundersen |
| 8 januari 2012   | Oberstdorf  | 10 km Gundersen |
| 11 februari 2012 | Almaty      | 10 km Gundersen |
| 12 februari 2012 | Almaty      | 10 km Gundersen |
| 16 december 2012 | Ramsau      | 10 km Gundersen |
| 11 januari 2014  | Chaux-Neuve | 10 km Gundersen |
| 7 december 2014  | Lillehammer | 10 km Gundersen |